# Dragon Spirit
Dragon Spirit est un jeu vidéo de type shoot 'em up développé et édité par Namco, sorti en 1987 sur borne d'arcade, Amiga, Amstrad CPC, Atari ST, Commodore 64, X68000, ZX Spectrum, PC-Engine, NES et Wii (Console virtuelle).